# Cypern ved sommer-OL 2016
Cypern deltog i sommer-OL 2016 i Rio de Janeiro, Brasilien i perioden 5. august til 21. august. 

## Svømning

### Resultater
| Dato      | Disciplin       | H/D    | Udøver                    | Indledende heat | Indledende heat | Semifinale          | Semifinale          | Finale              | Finale              |
| Dato      | Disciplin       | H/D    | Udøver                    | Tid             | Placering       | Tid                 | Placering           | Tid                 | Placering           |
| --------- | --------------- | ------ | ------------------------- | --------------- | --------------- | ------------------- | ------------------- | ------------------- | ------------------- |
| 6. august | 100 m butterfly | Damer  | Sotiria Neotyfou          | 1:02,91         | 37              | ude af konkurrencen | ude af konkurrencen | ude af konkurrencen | ude af konkurrencen |
| 6. august | 400 m fri       | Herrer | Iacovos Hadjiconstantinou | 4:03,53         | 47              | N/A                 | N/A                 | ude af konkurrencen | ude af konkurrencen |